# Charles Plumier
Charles Plumier (Marseille, 20 april 1646 – Cádiz, 20 november 1704) was een Frans geestelijke en botanicus. Hij was een pionier en specialist op het gebied van de flora van de Antillen. Hij was ook de eerste die plantengeslachten naar personen vernoemde.

## Opleiding
Charles Plumier werd op 20 april 1646 geboren te Marseille, als zoon van Jean Plumier en Madeleine Roussel, eenvoudige handwerkslieden. Nadat hij met goed gevolg zijn middelbare school had doorlopen, trad hij op zestienjarige leeftijd in het klooster in bij de orde van de minderbroeders. Daar legde hij op 22 december 1663 zijn geloofsbelijdenis af. Hij wijdde zich vervolgens aan de studie der wiskunde en natuurkunde. Daarnaast bleek hij een uitstekend schilder en tekenaar.
Hij vervolgde zijn studie in Toulon bij père Magnan. Hij leerde daar meetkunde en de kunst van het slijpen van lenzen voor optische instrumenten. Plumier werd uitgezonden naar het Franse klooster Trinità dei Monti in Rome. Hij studeerde daar botanie onder leiding van twee leden van de congregatie, Philippe Sergeant en Franciscus de Onuphriis, maar werd met name beïnvloed door de cisterciënzer monnik Paolo Boccone (1633-1704). Na zijn terugkeer in Frankrijk werd hij benoemd bij de kloosterschool van Bormes, in de Var, en van daaruit verzamelde hij planten op de Îles d'Hyères, de Languedoc en de Dauphiné. Hij maakte kennis met Pierre Joseph Garidel (1658-1737) die hem voorstelde aan Joseph Pitton de Tournefort (1656-1708). Die laatste vergezelde hem bij zijn botanische excursies. Hij verkende bovendien in z'n eentje de kusten van de Provence en de Languedoc.

## Reizen
Plumier is vooral bekend geworden door de informatie die hij bij een aantal reizen heeft vastgelegd.

### Eerste reis
Lodewijk XIV had Michel Bégon, die van 1682 tot 1685 rentmeester van de Franse Antillen was geweest, opdracht gegeven een natuurwetenschapper te zoeken voor een verkenningsreis naar Amerika. Bégon stelde Joseph-Donat de Surian (pharmaceut, scheikundige, kruidenkenner en geneeskundige uit Marseille) voor. Maar die had toch niet voldoende kennis van de botanie en liet zich daarom vergezellen door Charles Plumier, die bovendien een bekwaam tekenaar was. Ze vertrokken in 1689. Plumier kweet zich uitstekend van zijn taak door een enorme hoeveelheid tekeningen te produceren en een aanmerkelijk herbarium aan te leggen.

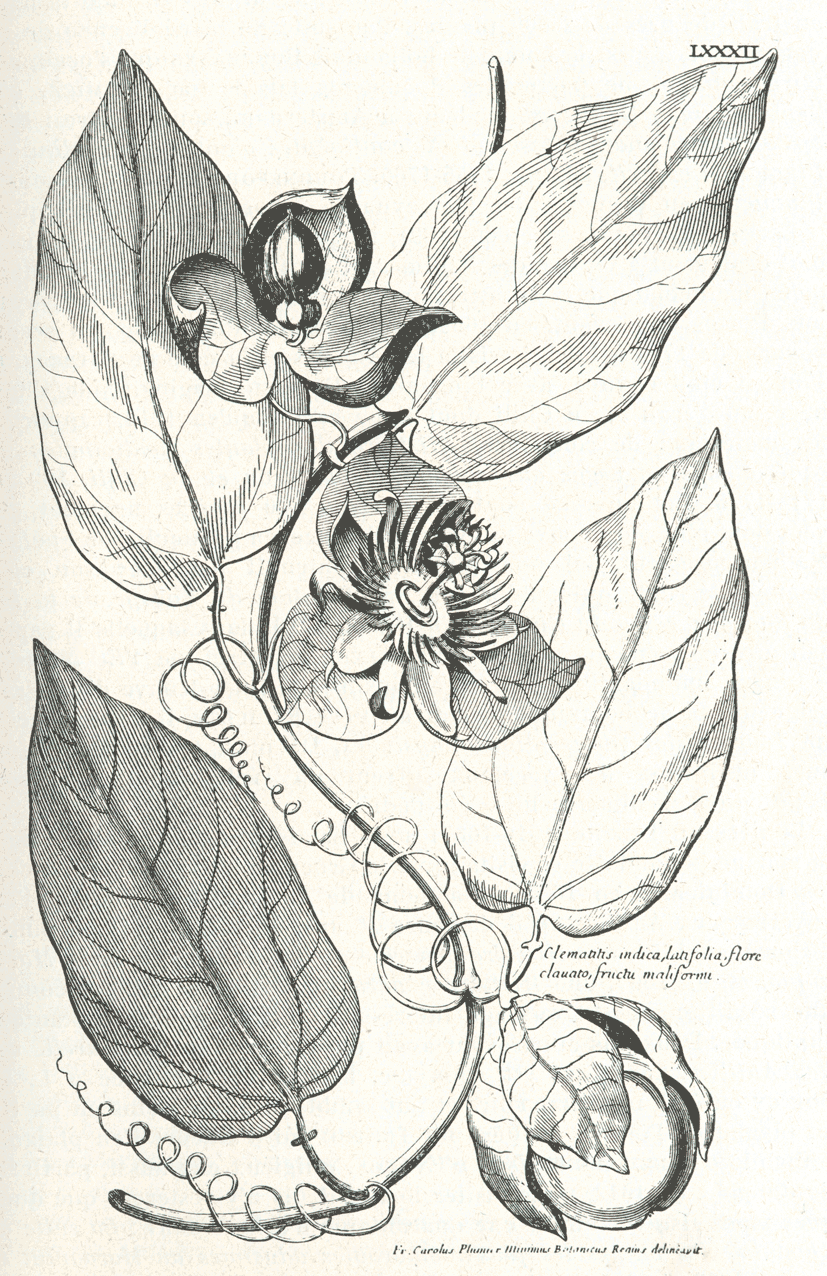
Clematis indica latifolia, flore clavato, fructu maliformi, plaat 82 in Description des plantes de l'Amérique [https://www.biodiversitylibrary.org/page/51419936 zie ook hier

### Tweede reis
De koning was zeer tevreden met het resultaat en benoemde Plumier tot koninklijk botanicus en zond hem in 1693 opnieuw uit naar de Antillen. Na terugkomst van die reis liet hij zijn eerste boek verschijnen: Description des plantes de l'Amérique, met 108 platen, waarvan de helft van varens.

### Derde reis
In 1695 maakte hij voor de derde keer een reis. Die voerde hem naar Guadeloupe, Martinique, Hispaniola en Brazilië. Tijdens die reis werd hij in het Caraïbisch gebied enige tijd vergezeld door père Jean-Baptiste Labat. Bij terugkeer in 1703, publiceerde hij Nova plantarum americanarum genera, een werk met 40 platen waarin hij 106 nieuwe geslachten beschreef, waaronder Bauhinia, Dioscorea, Fuchsia, Lobelia. Magnolia en Matthiola, allemaal vernoemd naar beroemde botanici. Veel van de in dit werk beschreven geslachten werden later exact zo door Linnaeus overgenomen.

### Vierde reis
De vierde reis werd Plumier fataal. Guy-Crescent Fagon, de lijfarts van de koning, wilde meer weten over de kinabast (Cinchona officinalis) uit Peru, en belastte Plumier met een nieuwe missie. Hij begaf zich naar Santa Maria, vlak bij Cádiz om zich te verenigen met Los Rios, de onderkoning van Peru. Al verzwakt door zijn voorgaande reizen, overleed hij hier op 16 november 1704 op 58-jarige leeftijd aan pleuritis. Hij werd begraven in het franciscaner klooster nabij Cadiz. In 1706 verscheen postuum nog zijn Traité des fougères, met 170 platen.

## Botanische erfenis

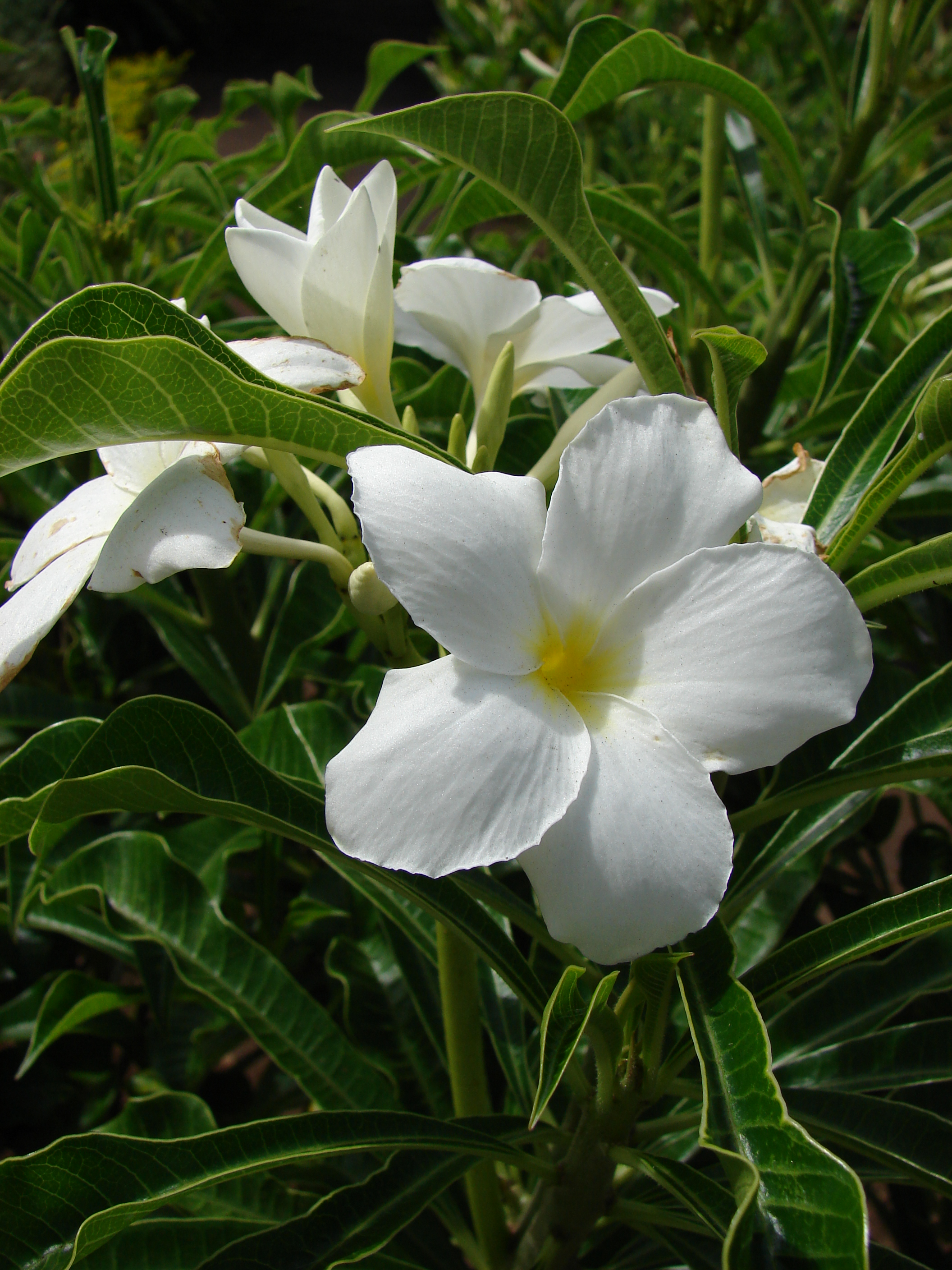
Plumeria, vernoemd naar Plumier

Plumier was een specialist op het gebied van de flora van de Antillen en hij heeft een aanzienlijk aantal nieuwe planten gevonden. Hij was de eerste die planten naar personen vernoemde: Begonia naar Michel Bégon, Fuchsia naar Leonhart Fuchs, Lobelia naar Mathias de Lobel, Magnolia naar Pierre Magnol, en dit zijn slechts enkele voorbeelden. Hij liet een groot aantal aantekeningen na en meer dan 6000 tekeningen, waarvan zo'n 4300 van planten, de rest van de fauna van Amerika. Zijn herbarium is tenondergegaan bij een schipbreuk. Het werd vervoerd op een ander schip dan zijn manuscripten en tekeningen.
De Leidse botanicus Herman Boerhaave liet in Parijs 508 van de platen van Plumier kopiëren. Zijn pupil Johannes Burman, inmiddels hoogleraar botanie in Amsterdam, gaf later Plantarum americanarum, quas olim Carolus Plumierius detexit, fasciculus I–X (Amsterdam, 1755–1760) uit, waarin 262 van deze platen zijn opgenomen.
Met zijn botanische publicaties oogstte Plumier veel bewondering van zijn tijdgenoten en wetenschappers die na hem kwamen, met name Georges Cuvier (1769-1832), Joseph Pitton de Tournefort en Carl Linnaeus (1707-1778). Tournefort vernoemde het geslacht Plumeria (de frangipanies, nu in de familie Apocynaceae) naar hem, en Linnaeus nam die naam later over.
- Biblioteca Nacional de España: XX1744404
- Bibliothèque nationale de France: cb12560169s (data)
- Author citation (botany): Plum.
- Stuttgart Database of Scientific Illustrators 1450–1950: 1822
- Gemeinsame Normdatei: 100259022
- International Standard Name Identifier: 0000 0000 6300 6849
- Library of Congress Control Number: n86805166
- Nationale Bibliotheek van Tsjechië: mzk2009511588
- Nederlandse Thesaurus van Auteursnamen: 183682505
- Istituto Centrale per il Catalogo Unico: UBOV374910
- Système universitaire de documentation: 034897976
- Virtual International Authority File: 66581862
- WorldCat: E39PBJw8YWTq7qWW4FhjT6kqwC